# Tienkung–1

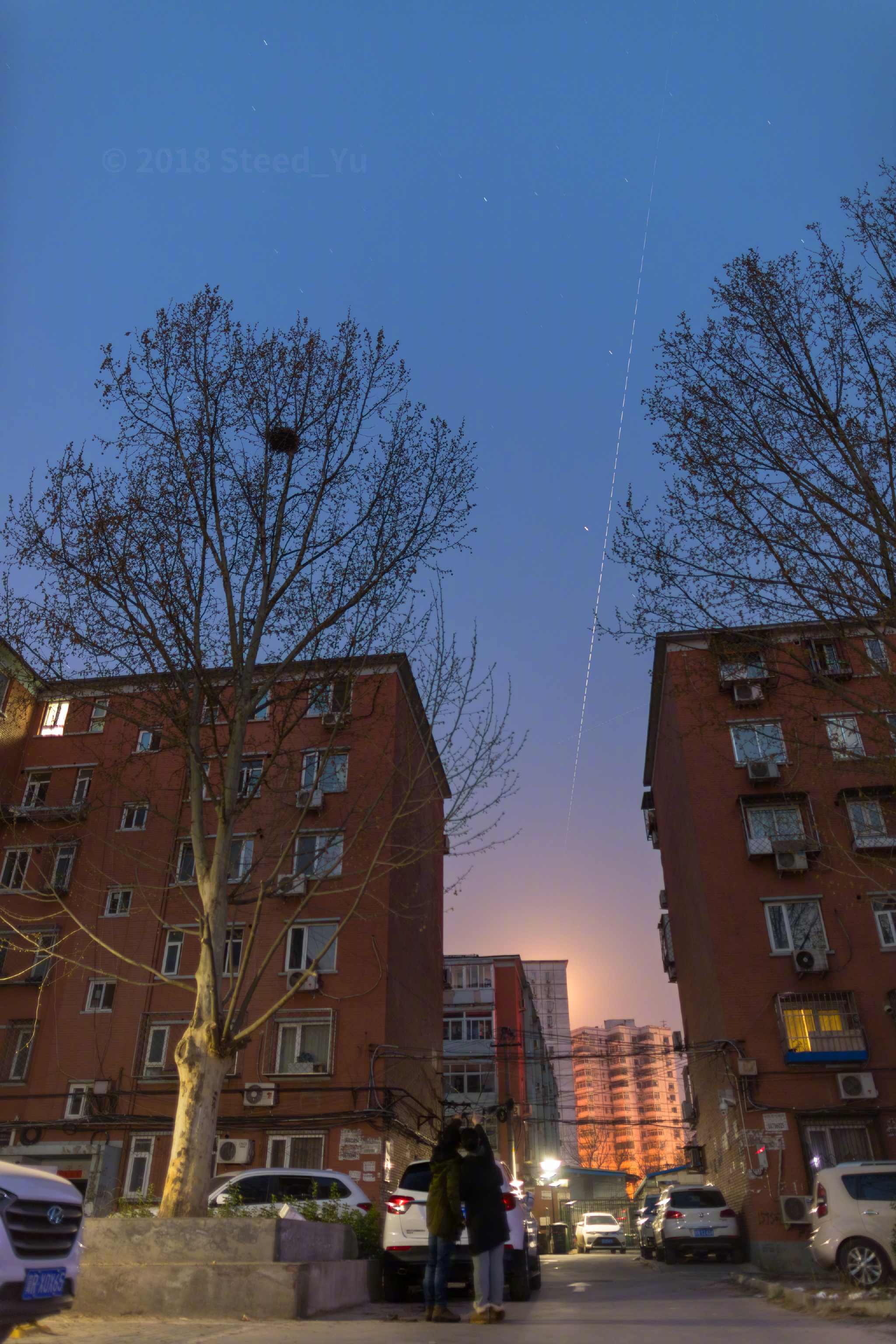
Zuhanás közben még Peking felett.

A Tienkung–1 (天宫一号, Tiāngōng yīhào, jelentése: „Mennyei Palota–1”) az első kínai kísérleti űrállomás, melyet 2011. szeptember 29-én állítottak pályára. A viszonylag kis méretű űrállomás nem volt alkalmas tartós űrbeli tartózkodásra, csak az időnként hozzá kapcsolódó űrhajók személyzetei laktak benne, majd munkájuk végeztével az űrállomást üresen hagyták. Az irányíthatatlanná vált állomás 2018. április 2-án, magyar idő szerint 2:16-kor visszatért a Föld légkörébe és részben elégett, a megmaradt darabok a Csendes-óceánba csapódtak.
Kína tervezi felbocsátani a Tienkung–2 (Tiāngōng èrhào) és Tienkung–3 polgári űrállomásokat is.
A kínai mérnököknek módosítaniuk kellett a CZ–2F Hosszú Menetelés rakétát, mert az űrállomás nehezebb és nagyobb, mint a Sencsou-űrhajók, amikhez korábban használták (a módosított rakéta típusa 2F T1).
Az Amerikai Egyesült Államok korábban elutasította Kína kérelmét, mely szerint közre kívánt működni a Nemzetközi Űrállomáson, mert az Egyesült Államok nem kívánta megosztani technológiáját a gazdasági és politikai ellenfél Kínával. Ezért Kína önállóan fogott neki űrállomást építeni.

## Repülés
Az indításra 2011. szeptember 29-én, helyi idő szerint 21 óra 16 perckor került sor a Csiucsüan Űrközpontból. 10 perccel később az űrmodul a tervezett pályára állt. Szeptember 30-ára virradóra a pekingi irányítóközpont utasításai alapján az űrmodul befejezte első pályamódosítását.
Közép-európai idő szerint november 2-án, 18:28-kor a Sencsou–8 űrhajó sikeresen összekapcsolódott a Tienkung–1 (Tiāngōng yīhào)-gyel. A kínai űrállomás-építés programjában jelentős mérföldkőnek számító dokkolás 343 km-es felszín feletti magasságban történt. A franciaországi G20-as csúcstalálkozón tartózkodó Hu Csin-tao (Hu Jintao) elnök üzenetben gratulált az eredményhez. Csou Csien-ping, a kínai emberes űrprogram vezetője szerint az ország immár az űrállomás létrehozásához szükséges minden alapvető technológiával rendelkezik.
A Tienkung–1 (Tiāngōng yīhào) a tervek szerint két évig üzemelt.
2016-ban a kínai űrközpont elvesztette az irányítást az állomás felett, amely 2018. április 2-án, magyar idő szerint hajnalban visszatért a Föld légkörébe és részben elégett. Az űrállomás a légkörben darabokra hullott, és a kisebb darabok elégtek. Az egyben maradó, nagyobb rész és a leváló darabok becsapódása egy nagyjából 70 km széles és 2000 km hosszú sávban volt várható.
Az Aerospace.org honlapja szerint az űrállomás a Csendes-óceán déli részén csapódott a tengerbe, Dél-Amerika partjaitól nem messze nyugatra: https://web.archive.org/web/20180401150459/http://www.aerospace.org/CORDSuploads/TiangongStoryboard.png
A nemzetközi űrjogi egyezmények miatt az űrállomás, illetve annak darabjai Kína tulajdonát képezik mindaddig, amíg azokról le nem mond, függetlenül attól, hogy a földet érés melyik országban következik be. Károkozás esetén a felelősség is Kínáé. Jó eséllyel várható, hogy a maradványok tengerbe fognak esni és ott elsüllyednek. Ha mégis szárazföldön érnének földet, ennek tényét a helyi hatóságnak jelenteni kell, a darabokat nem tanácsos megközelíteni vagy begyűjteni, mivel egyrészt mérgező üzemanyag maradványok lehetnek rajtuk (hidrazin), a frissen leesett roncs forró lehet, valamint éles szélekkel rendelkezhet. Ugyanakkor a begyűjtés eltulajdonításnak számít.

## Felépítés
A 8,5 tonnás űrállomás részei a műszaki egység és a lakótér. A műszaki egység kisebb átmérőjű, hozzá kapcsolódnak a napelemtáblák, ebben van elhelyezve a hajtómű és az életfenntartó berendezés. A lakótér nagyobb átmérőjű, a végén van az egyetlen űrhajó kapcsolódását lehetővé tevő dokkolóegység. Kínai hivatalos közlemény szerint a lakómodul belső térfogata 15 m³ és három űrhajós ellátására alkalmas.

## Megvalósult űrkísérletek, látogatások aTienkung–1(Tiāngōng yīhào)űrállomáson

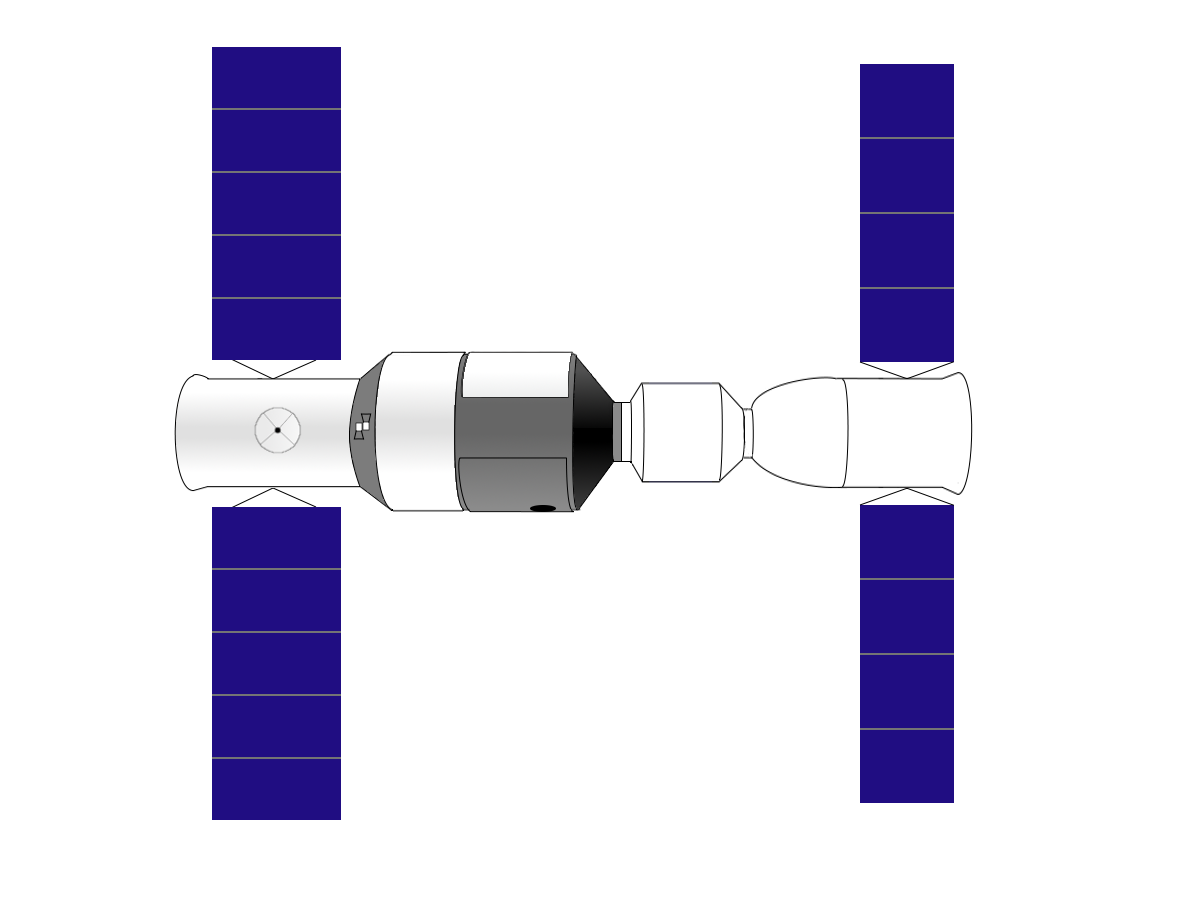
Az összekacsolódott Sencsou és Tienkung–1 sematikus ábrája

### Sencsou(Shénzhōu)–8
2011. november 2-án, az ember nélküli Sencsou–8 űrhajó sikeresen összekapcsolódott a Tiangong–1-gyel.

### Sencsou(Shénzhōu)-9
2012. június 16-án bocsátották föl a Sencsou–9 űrhajót három űrhajóssal: Csing Haj-peng (Jǐng Hǎipéng) parancsnokkal, Liu Jang (Liú Yáng)gal, Kína első női űrhajósával, és Liu Vang (Liu Wang) kutatóűrhajóssal. Az űrhajó két nappal a fölbocsátás után automata üzemmódban összekapcsolódott az űrállomással. Június 24-én pedig, miután szétkapcsolódott és eltávolodott a Tienkung–1 (Tiāngōng yīhào)-től, az űrhajósok a kézi dokkolással is sikeresen elvégezték az összekapcsolódási manővert.

### Sencsou(Shénzhōu)-10
A Sencsou (Shénzhōu)-10 űrhajót 2013. június 11-én bocsátották föl. Két nap múlva, június 13-án (magyar idő szerint 7 órakor) automatikus üzemmódban összekapcsolódott a Tienkung–1 (Tiāngōng yīhào) űrállomással. Az expedíció egyik tagja hölgy volt, Kína második női űrhajósa. Az orvosi, élettani és műszaki kísérletek mellett gyakorolták az űrállomáshoz való kapcsolódást. Többször eltávolodtak és kézi vezérléssel ismét összekapcsolódtak az űrállomással.

## Szakmai program
A tíznaposra tervezett program feladatai: a Nemzetközi Asztronautikai Szövetség (IAF) zászlajának a becsomagolása lesz, amely tavaly szeptember óta a Tiangong–1 fedélzetén kering. (Ugyanez a zászló korábban repült az egyik űrsiklón, járt a nemzetközi űrállomáson és egy Szojuz űrhajón is.) Tudományos programként bábokat vittek a fedélzetre, amelyekből pillangók kelnek ki. Be kell repülni, ki kell próbálni, miként tudnak emberek élni az űrlaboratóriumban. Be kell lakniuk a Földön megtervezett eszközöket, ki kell próbálniuk a fekhelyeket és az edzőgépeket, illetve az űrhajóból át kell rakodniuk a szükséges eszközöket. Az űrmodulban nagy felbontású kamerákat helyeztek el, amelyek segítségével a földi központ folyamatosan figyelheti a tajkonauták minden tevékenységét.